# Chimamanda Ngozi Adichie
Pour les articles homonymes, voir Ngozi.
Œuvres principales
- L'Hibiscus pourpre (2003)
- L'Autre Moitié du soleil (2006)
- Americanah (2013)
- Nous sommes tous des féministes (2012)
- Cher ijeawele (2017)

Chimamanda Ngozi Adichie ( /ʃimamɑ̃da/nɡozi//adiʃi/), née le 15 septembre 1977 à Enugu, est une écrivaine nigériane originaire d’Abba dans l’État d'Anambra, au sud-est du Nigeria. Elle a reçu plusieurs prix universitaires et littéraires, et est également connue comme militante féministe et essayiste.

## Biographie

### Études
Née dans la ville d’Enugu, elle a grandi dans la ville universitaire de Nsukka au sud-est du Nigeria, où est implantée l’université du Nigeria (UNN, University of Nigeria, Nsukka) depuis 1960. Elle est la cinquième d'une famille igbo de six enfants. Durant son enfance, son père enseignait à l’UNN comme professeur de statistiques, et sa mère était la responsable du bureau de la scolarité de l'UNN. Sa famille est originaire du village Abba, dans l'État d'Anambra.
Pendant un an et demi, elle étudie la médecine et la pharmacologie à l'université du Nigeria. À l’âge de 19 ans, elle quitte le Nigeria pour les États-Unis pour étudier la communication et les sciences politiques à l'université Drexel de Philadelphie en Pennsylvanie. Chimamanda Ngozi Adichie opte pour l’Eastern Connecticut State University afin de vivre plus près de sa sœur, qui exerçait la médecine à Coventry (actuellement à Mansfield, Connecticut). En 2001, elle y obtient son diplôme universitaire avec la mention honorifique summa cum laude. Elle achève ensuite un master en création littéraire à l’université Johns-Hopkins de Baltimore en 2003. Elle obtient un M.A. (maîtrise en arts) d’études africaines à l’université Yale en 2008.
La même année, elle intervient comme « écrivaine invitée » à l’université Wesleyenne de Middletown dans le Connecticut, où elle participe à la collection Wesleyan's Distinguished Writers Series.
En 2008, elle est récipiendaire de la bourse MacArthur. Elle reçoit aussi une bourse d'études du Radcliffe Institut for Advanced Studies de l'université Harvard. Elle reçoit en 2017 un doctorat honoris causa en littérature du Haverford College et de l'université d'Édimbourg. Elle reçoit en 2019 un doctorat honoris causa de l'université de Fribourg en Suisse.

### Carrière
Elle publie un recueil de poèmes en 1997 (Decisions) et une pièce de théâtre en 1998 (For Love of Biafra). Elle est nommée pour le prix Caine pour sa nouvelle You in America et sa nouvelle That Harmattan Morning obtient le Prix de la Nouvelle du BBC World Service.
Sa carrière en littérature prend son envol avec la publication, en 2003, de L'Hibiscus pourpre (Purple Hibiscus), roman d'initiation où un frère et une sœur finissent par retrouver leur voie. Elle y dénonce "l'intégrisme religieux des sectes chrétiennes" au Nigéria. Loué par la critique, ce premier roman est nommé au Baileys Women's Prize for Fiction en 2004 et proclamé Meilleur premier livre du prix littéraire Commonwealth Writers' Prize en 2005.
Son second roman, L'Autre Moitié du soleil (Half of a Yellow Sun), paru en 2006, tire son nom du drapeau de l’éphémère nation du Biafra et se situe avant et pendant la guerre du Biafra, où l'on suit la vie de deux sœurs qui sont séparées par cette guerre. Elle y réalise un travail de mémoire familiale significatif, ses deux grands-pères ayant été tués durant cette guerre. Publié par Knopf/Anchor en 2006 (en France par Gallimard le 25 septembre 2008 pour la traduction française), il est couronné par le prix Orange Prize for Fiction en 2007 ainsi que le Anisfield-Wolf Book Award. Le roman sera adapté au cinéma en 2014 sous le titre Half of a Yellow Sun, réalisé par Biyi Bandele, avec Chiwetel Ejiofor et Thandie Newton pour acteurs principaux.
Son troisième ouvrage, le recueil de nouvelles Autour de ton cou (The Thing Around Your Neck), publié en avril 2009, inclut la nouvelle Les Marieuses. En 2010, elle est listée parmi les « 20 auteurs de moins de 40 ans à suivre » du New Yorker.
En 2013 paraît son quatrième ouvrage, un roman intitulé Americanah dont le récit suit le parcours d'une jeune femme nigériane, nommée Ifemelu, qui a émigré aux États-Unis, et d'un jeune homme émigré, lui, au Royaume-Uni. Ifemelu est confrontée à la pauvreté, la discrimination, le racisme, jusqu'au moment où elle devient une star de la blogosphère,. Elle devient la « première blogueuse en matière de race ». Le titre du roman renvoie à la façon dont les Nigérians appellent les expatriés qui reviennent des États-Unis,. Il est sélectionné par le New York Times comme l'un des « 10 meilleurs livres de 2013 ». Lupita Nyong'o achète les droits d'adaptation cinématographiques du roman afin de produire un film dans lequel elle incarnerait le personnage principal aux côtés de Brad Pitt. Chimamanda Ngozi Adichie y décrit avec un humour caustique les problèmes de racisme et de domination.
Dans Chère Ijeawele publié en 2017, Chimamanda Ngozi Adichie propose une éducation féministe en quinze points qui devrait être donnée dès le plus jeune âge,. Ce manuel de quinze points est devenu entre-temps un véritable phénomène et il est traduit dans près de 20 langues. La chanteuse Beyoncé l'a repris dans sa chanson Flawless, et la marque Dior a inscrit le titre sur des tee-shirts,.
À propos de son engagement féministe, Chimamanda Ngozi Adichie dit dans une interview de 2014 : « Je me pense comme une conteuse d’histoires, mais cela ne me dérangerait pas si quelqu’un venait à me voir comme une écrivaine féministe... Je suis très féministe dans ma façon de regarder le monde, et de quelque manière cette vision sur le monde doit faire partie de mon œuvre ».
Elle est également active sur YouTube, où elle partage ses réflexions sur le féminisme, la culture et d'autres sujets sociaux. Sa chaîne lui permet d'atteindre un public plus large et de diffuser ses idées.
Le 11 mai 2017, elle est élue à l'Académie américaine des arts et des sciences, l'un des plus grands honneurs intellectuels aux États-Unis. Elle y reçoit un doctorat honoris causa en lettres humaines. La même année, Fortune Magazine l'a nommée parmi les 50 leaders du monde. En 2020, le magazine Jeune Afrique la classe au 51e rang des Africains les plus influents. Le 28 avril 2022, elle a été faite docteure honoris causa de l'université catholique de Louvain-la-Neuve (Belgique) et le 25 mars 2025 docteure honoris causa de Sorbonne Université
En 2017, elle vivait entre Lagos et Washington.

## Engagements
Chimamanda Ngozi Adichie met à profit sa notoriété pour prendre des positions engagées sur des thèmes tels que le féminisme, le sexisme ou le racisme.
Elle donne un discours TED mis en ligne en 2009 et intitulé The Danger of a Single Story (« Le danger d'une histoire unique »). Ce texte évoque l'influence qu'ont les histoires et les approches narratives dans les mécanismes de domination culturelle, sociale, raciale, économique et politique, si ces histoires sont univoques ou ne proviennent que d'une seule partie de la société ou du monde, résonnant ainsi comme une « histoire unique ». Mais elle insiste aussi sur le pouvoir qu'ont les histoires, d'autres histoires, venant de toutes sortes d'endroits et de personnes, de contrebalancer cette histoire unique, en nous faisant accéder à une vision du monde plus complète, et plus humaine.
Chimamanda Ngozi Adichie souligne que le sexisme s’enracine dès l’enfance, mettant en lumière le rôle crucial de l’éducation dans sa perpétuation. Pour illustrer son propos, l’autrice partage une anecdote personnelle. À l'âge de neuf ans, dans son école, l’enseignante avait annoncé que l’élève obtenant la meilleure note deviendrait chef de classe. Bien qu’Adichie ait obtenu le meilleur résultat, la maîtresse choisit un garçon à sa place, arguant que ce rôle devait nécessairement revenir à un garçon, et ce, malgré l’absence d’intérêt du garçon pour cette responsabilité. Cette expérience a marqué l'écrivaine, révélant l’impact des stéréotypes genrés inculqués dès le plus jeune âge.
Elle intervient dans l'album de Beyoncé en 2013 sur le titre Flawless, dans lequel une partie de son discours TED (We Should All Be Feminist) (« Nous devrions tous être des féministes », discours traduit en français sous le titre « Nous sommes tous des féministes »), qui a été prononcé pour une conférence TEDx en décembre 2012, est « samplé ».
En 2014, Chimamanda Ngozi Adichie a déclaré dans une interview à la radio publique américaine NPR que « tout ce qui amène les jeunes à parler de féminisme est une très bonne chose ». Elle a plus tard qualifié sa déclaration dans une interview pour le journal néerlandais de Volkskrant : « une autre chose que j’ai détestée était que je lisais partout : maintenant les gens la connaissent enfin grâce à Beyoncé, ou encore : elle doit être bien reconnaissante. J’ai trouvé ça décevant. J’ai pensé : je suis une écrivaine, je le suis depuis un certain temps et je refuse de jouer une mascarade qui est maintenant apparemment attendue de moi : "grâce à Beyoncé, ma vie ne sera plus jamais la même". Voilà pourquoi je n'en ai pas beaucoup parlé ».
Elle fut conviée aux remises de diplômes des universités d'Harvard et Yale, respectivement en 2018 et 2019, durant lesquelles elle fit un discours.
En 2020, Chimamanda soutient le mouvement #EndSARS en 2020, dénonçant la brutalité policière et l'impunité des forces de l'ordre. Dans un article publié dans The New York Times intitulé "Nigeria's Democracy Is Broken", elle a critiqué la répression des manifestations et l'état de la démocratie nigériane, appelant à des réformes et à une meilleure gouvernance. De plus, elle a décrit le gouvernement du président Muhammadu Buhari comme étant inefficace dans sa réponse aux demandes des manifestants.
Elle a également créé le projet « wear Nigerian » sur Instagram, pour inciter les Nigérians à porter des vêtements produits localement.
En 2021, à la mort de son père, elle publie « Notes sur le chagrin ».

## Œuvres

### Romans
- Purple Hibiscus (2003) Publié en français sous le titre L’Hibiscus pourpre, traduit par Mona de Pracontal, Paris, Éditions Anne Carrière, coll. « La vagabonde », 2004, 415 p.  (ISBN 2-84337-281-X) ; réédition, Paris, Gallimard, coll. « Folio » no 6113, 2016  (ISBN 978-2-07-046881-2).
- Half of a Yellow Sun (2006) Publié en français sous le titre L'Autre Moitié du soleil, traduit par Mona de Pracontal, Paris, Éditions Gallimard, coll. « Du monde entier », 2008, 499 p.  (ISBN 978-2-07-077610-8) ; réédition, Paris, Gallimard, coll. « Folio » no 5093, 2010  (ISBN 978-2-07-042143-5).
- Americanah (2013) Publié en français sous le titre Americanah, traduit par Anne Damour, Paris, Éditions Gallimard, coll. « Du monde entier », 2015, 522 p.  (ISBN 978-2-07-014235-4)[25] ; réédition, Paris, Gallimard, coll. « Folio » no 6112, 2016  (ISBN 978-2-07-046880-5).
- Dream Count (2025) Publié en français sous le titre L'Inventaire des rêves, traduit par Blandine Longre, Paris, Éditions Gallimard, coll. « Du monde entier », 2025, 656 p.  (ISBN 978-2-07-308140-7)[52],[53].

### Recueil de nouvelles
- The Thing Around Your Neck (2009) Publié en français sous le titre Autour de ton cou, traduit par Mona de Pracontal, Paris, Éditions Gallimard, coll. « Du monde entier », 2012, 285 p.  (ISBN 978-2-07-012989-8) ; réédition, Paris, Gallimard, coll. « Folio » no 5863, 2014  (ISBN 978-2-07-046231-5)

### Nouvelles
- Imitation (2015)
- The Arrangements (2016)
- The Shivering (2016)

### Essais
- For Love of Biafra (1998)
- We Should All Be Feminists (2014) Publié en français sous le titre Nous sommes tous des féministes, suivi de Les Marieuses[54], traduit par Mona de Pracontal et Sylvie Schneiter, Paris, Éditions Gallimard, coll. « Folio 2 € », 2015, 96 p.  (ISBN 978-2-07-046458-6)
- Dear Ijeawele, or A Feminist Manifesto in Fifteen Suggestions (2017) Publié en français sous le titre Chère Ijeawele ou Un manifeste pour une éducation féministe, traduit par Marguerite Capelle, Paris, Éditions Gallimard, coll. « Hors-série littéraire », 2017, 77 p.  (ISBN 978-2-07-272197-7)
- Notes on Grief (2021) Publié en français sous le titre Notes sur le Chagrin, traduit par Mona de Pracontal, Paris, éditions Gallimard, 2021, 98 p.  (ISBN 978-2-07-294392-8)[55]

## Prix et distinctions
| Année     | Prix                                                                                         | Œuvres                               | Résultats |
| 2002      | Prix Caine pour l'écriture africaine                                                         | « You in America »                   | Nommée    |
| 2002      | Compétition de nouvelles du Commonwealth                                                     | « The Tree in Grandma's Garden »     | Nommée    |
| 2002      | Prix de la nouvelle par le BBC World Service                                                 | « That Harmattan Morning »           | A gagné   |
| 2002/2003 | Prix David T. Wong International Short Story (PEN Center Award)                              | « L'Autre Moitié du Soleil »         | A gagné   |
| 2003      | Prix O. Henry                                                                                | « The American Embassy »             | A gagné   |
| 2004      | Hurston-Wright Legacy Award (en)                                                             | L'Hibiscus pourpre                   | A gagné   |
| 2004      | Prix Orange                                                                                  | L'Hibiscus pourpre                   | Nommée    |
| 2004      | Prix Booker                                                                                  | L'Hibiscus pourpre                   | Nommée    |
| 2004      | Prix des meilleurs livres pour jeunes adultes de la Young Adult Library Services Association | L'Hibiscus pourpre                   | Nommée    |
| 2004/2005 | Prix John Llewellyn Rhys                                                                     | L'Hibiscus pourpre                   | Nommée    |
| 2005      | Prix du meilleur premier roman du Commonwealth (L'Afrique)                                   | L'Hibiscus pourpre                   | A gagné   |
| 2005      | Prix du meilleur premier roman du Commonwealth (Global)                                      | L'Hibiscus pourpre                   | A gagné   |
| 2006      | Le National Book Critics Circle                                                              | L'Autre Moitié du Soleil             | Nommée    |
| 2007      | Prix du livre britannique : Catégorie « Richard & Judy Best Read of the Year ».              | L'Autre Moitié du Soleil             | Nommée    |
| 2007      | Le prix à la mémoire de James Tait Black                                                     | L'Autre Moitié du Soleil             | Nommée    |
| 2007      | Prix du meilleur roman du Commonwealth (L'Afrique)                                           | L'Autre Moitié du Soleil             | Nommée    |
| 2007      | Anisfield-Wolf Book Award: Catégorie fiction                                                 | L'Autre Moitié du Soleil             | A gagné   |
| 2007      | PEN Beyond Margins Award                                                                     | L'Autre Moitié du Soleil             | A gagné   |
| 2007      | Le Women's Prize for Fiction                                                                 | L'Autre Moitié du Soleil             | A gagné   |
| 2008      | Prix littéraire international de Dublin                                                      |                                      | Nommée    |
| 2008      | Reader's Digest : Prix de l'auteur de l'année                                                | A gagné                              |           |
| 2008      | Prix du Future Award, Nigeria, dans la catégorie « plus jeune personne de l'année »          | A gagné                              |           |
| 2008      | Prix MacArthur                                                                               | A gagné                              |           |
| 2009      | Prix international Nonino                                                                    | A gagné                              |           |
| 2009      | Prix international de la nouvelle Frank O'Connor                                             | The Thing Around Your Neck           | Nommée    |
| 2009      | Prix John Llewellyn Rhys                                                                     | The Thing Around Your Neck           | Nommée    |
| 2010      | Prix du meilleur roman du Commonwealth (L'Afrique)                                           | The Thing Around Your Neck           | Nommée    |
| 2010      | Prix Dayton Literary Peace                                                                   | The Thing Around Your Neck           | Nommée    |
| 2011      | Prix de cette journée : Catégorie « Nouveaux champions pour une culture durable ».           |                                      | Nommée    |
| 2013      | Prix Chicago Tribune Heartland : Catégorie fiction                                           | Americanah                           | A gagné   |
| 2013      | Prix du National Book Critics Circle : Catégorie Fiction                                     | Americanah                           | A gagné   |
| 2014      | Le Women's Prize for Fiction                                                                 | Americanah                           | Nommée    |
| 2014      | Andrew Carnegie Medal for Excellence in Fiction                                              | Americanah                           | Nommée    |
| 2014      | MTV Africa Music Awards 2014: Personnalité de l'année                                        |                                      | Nommée    |
| 2015      | Prix littéraire international de Dublin                                                      | Americanah                           | Nommée    |
| 2015      | Grammy Awards : Album de l'année                                                             | Beyoncé (en tant qu'artiste invitée) | Nommée    |
| 2018      | Prix PEN Pinter                                                                              |                                      | A gagné   |

### Livres
| Année | Titre                                                        | Maison d'édition                        | ISBN                      | Notes |
| ----- | ------------------------------------------------------------ | --------------------------------------- | ------------------------- | --- |
| 1997  | Decisions                                                    | Minerva Press (Londres)                 | (ISBN 9781861064226)      | Poésie |
| 1998  | For Love of Biafra                                           | Spectrum Books (Ibadan)                 | (ISBN 9789780290320)      | Pièce de théâtre                                                                                                   |
| 2003  | L'hibiscus pourpre                                           | 4th Estate (Londres)                    | (ISBN 9780007189885)      | Roman |
| 2006  | L'autre moitié du soleil (Half of a Yellow Sun)              | 4th Estate (Londres)                    | (ISBN 9780007200283)      | Roman |
| 2009  | Autour de ton cou                                            | 4th Estate (Londres)                    | (ISBN 9780007306213)      | Recueil de nouvelles                                                                                               |
| 2013  | Americanah                                                   | Alfred A. Knopf (New York)              | (ISBN 9780307271082)      | Roman |
| 2014  | Nous sommes tous des féministes                              | 4th Estate (Londres)                    | (ISBN 9780008115272)      | Essai |
| 2017  | Chère Ijeawele, ou un manifeste pour une éducation féministe | 4th Estate (Londres)                    | (ISBN 9780008275709)      | Essai |
| 2019  | Sierra Leone, 1997                                           | Black Ballon, une empreinte de Catapult | (ISBN 9781936787791)      | Récit dans le livre Eat Joy - Stories & Comfort Food from 31 Celebrated Writers, rassemblé par Natalie Eve Garrett |
| 2021  | Notes sur le chagrin                                         | 4th Estate (Londres)                    | (ISBN 9780593320808)      | Mémoire |
| 2025  | L'Inventaire des rêves (Dream Count)                         | Knopf                                   | Modèle:ISBN/9780593802724 | Roman |